# Basilios Streifenmaus
Basilios Streifenmaus (Hybomys basilii) ist eine Nagetierart aus der Gattung der Streifenmäuse (Hybomys). Sie ist auf der Insel Bioko in Äquatorialguinea endemisch. Ursprünglich wurde sie als Unterart der Einstreifenmaus (Hybomys univittatus) beschrieben, erhielt jedoch 1985 den Status einer eigenständigen Art. Das Artepitheton ehrt den spanischen Zoologen Padre Aurelio Basilio, der lange Zeit Forschungen in Äquatorialguinea betrieb.

## Merkmale
Basilios Streifenmaus ist die größte Art der Streifenmäuse. Sie erreicht eine Kopf-Rumpf-Länge von 118 bis 160 mm, wobei die Männchen etwas größer werden, als die Weibchen. Die Schwanzlänge beträgt 90 bis 132 mm, die Hinterfußlänge 29 bis 33 mm, die Ohrenlänge 15 bis 20 mm und das Gewicht 70 bis 95 g. Die Schädellänge beträgt 33,4 bis 37,8 mm und die Schädelbreite 15,5 bis 18,4 mm. Die gesamte Länge der oberen Zahnreihe vom ersten Schneidezahn bis zum dritten Mahlzahn beträgt 5,9 bis 6,7 mm. Das Fell ist lang, weich und glänzend. Das Rückenfell ist dunkel rötlich-braun und leicht gelblich-braun gefleckt. Die Haare sind grau an der Basis und schwarz an der Spitze oder es gibt ein gelblich-braunes Subterminalband mit schwarzen Haarspitzen. Über die Rückenmitte verläuft ein schwarzer Dorsalstreifen, der zur Schwanzbasis hin undeutlich wird. Das Bauchfell ist weißlich-grau, wobei gewöhnlich die mittleren Bauchpartien eine hellere Behaarung aufweisen. Die Basis der Bauchhaare ist grau, die Spitzen sind schmutzig-weiß oder hellgrau.

## Lebensraum
Basilios Streifenmaus bewohnt geschlossene Bergwälder und Waldränder mit einer dichten Vegetationsdecke am Bonyoma und am Pico Basile in Höhenlagen zwischen 450 und 2000 m.

## Lebensweise
Die Lebensweise ist kaum erforscht. Die Art ist bodenbewohnend und überwiegend nachtaktiv. Aktivitäten während des Tages sind jedoch auch bekannt. Zwei trächtige Weibchen wurden im Oktober und im Dezember entdeckt. Die Wurfgröße beträgt ein bis zwei Jungtiere.

## Status
Basilios Streifenmaus wird von der IUCN in die Kategorie „stark gefährdet“ (endangered) eingestuft. Die Art ist nur von 36 Exemplaren bekannt, die Martin Eisentraut zwischen Oktober und Dezember 1962 im Moca Valley auf Fernando Póo (heute Bioko) gesammelt hatte. Gegenwärtig liegen keine Informationen über den Populationstrend vor, vermutlich ist er abnehmend. Der größte Teil des Bergwald-Lebensraums ist durch Abholzung, Rodungen für die Anlage von Kakao-Plantagen sowie durch andere landwirtschaftliche Aktivitäten (Nutzpflanzen, Weidevieh) zerstört worden. Weitere Forschungsarbeiten sind notwendig, um festzustellen, ob und wo die Art noch weiter überlebt. Sollte sich das Verbreitungsgebiet als noch kleiner erweisen, als bisher angenommen, könnte die Art in die Kategorie „vom Aussterben bedroht“ (critically endangered) hochgestuft werden. Sollten weitere Suchen nach dieser Art fehlschlagen, wäre auch eine Klassifizierung in die Kategorie „ausgestorben“ (extinct) denkbar.